# Najd

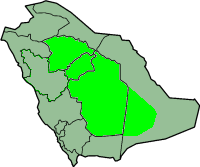
La regió històrica del Najd en (verd clar) i les divisions administratives modernes a l'Aràbia Saudita

El Najd (àrab: نجد, Najd) és una regió de la part central de la Península Aràbiga. Es tracta d'un altiplà muntanyós i desèrtic que s'eleva entre 762 i 1525 m sobre el nivell mitjà del mar. La zona oriental de la regió ha estat l'hàbitat habitual de beduïns. La ciutat més important és Al-Riyad, capital de l'Aràbia Saudita.

## Història

### Prehistòria
La regió de Najd és la llar d'Al-Maqar, una cultura prehistòrica avançada del Neolític, l'epicentre de la qual es trobava al sud-oest de l'actual Najd. Al-Maqar és possiblement una de les primeres cultures del món on es va produir l'agricultura generalitzada i la domesticació d'animals, particularment la del cavall, durant el Neolític, abans que els canvis climàtics a la regió donessin lloc a la desertificació. La datació per carboni 14 de diversos objectes descoberts a Al-Maqar indiquen una edat d'uns 9.000 anys.
El novembre de 2017 es van descobrir a Shuwaymis, una zona a uns 370 km al sud-oest de la ciutat de Hail, escenes de caça que mostraven imatges el que semblen ser gossos domesticats similars al gos de Canaan i que portaven corretges. Datades 8.000 anys abans de l'actualitat, es considera que aquestes són les primeres representacions de gossos conegudes al món.

### Edat antiga
En temps antics, el Najd va ser poblat per nombroses tribus com els kindites o els Tayy. Liderats per Usma ibn Luayy (àrab: عصمة بن لؤي, ʿUṣma ibn Luʾayy), els Tayy van saquejar les muntanyes Adja i Salma de Banu Tamim, al nord d'Aràbia, en el seu èxode del Iemen cap al 115 dC Aquestes muntanyes es coneixen ara com les Jabal Xammar. Els Tayy xammarís es van convertir en pastors nòmades de camells i criadors de cavalls al nord de Najd durant segles, amb una facció sedentària que governava la lliga tribal des de la seva capital, Hail.

### Regne de Kinda
Al segle v dC, les tribus del nord d'Aràbia es van convertir en una amenaça important per a la línia comercial entre el Iemen i Síria. Els himiarites de Saba van decidir establir un estat vassall que controlés l'Aràbia Central i el Nord. Els kindites, esmentats a les fonts gregues com a Χινεδακολπιται, van guanyar força i nombre per exercir aquest paper i l'any 425 dC el rei himiarita Hàssan ibn Amr ibn Tubba va fer de Hujr Akil al-Murar ibn Amr el primer rei (hujr) de Kinda. Van establir el Regne de Kinda a Najd, a l'Aràbia central, a diferència dels estats organitzats del Iemen; els seus reis van exercir una influència sobre una sèrie de tribus associades més pel prestigi personal que per la seva capacitat coercitiva. La seva primera capital va ser Qàryat Dhat Kàhil, avui coneguda com a Qaryat al-Fāw.
Als segles v i vi, els kindites van fer el primer esforç real concertat per unir totes les tribus de l'Aràbia central mitjançant aliances, i es van centrar en les guerres amb els làkhmides. Al-Hàrith ibn Amr, el més famós dels seus reis, finalment va aconseguir capturar la capital lakhmida d'Hira, al sud de l'actual Iraq. Més tard, però, cap al 529, al-Múndhir va recuperar la ciutat i va fer matar el rei al-Hàrith i una cinquantena de membres de la seva família.

### L'època de Mahoma
La regió va ser islamitzada des de temps de Mahoma, qui va dur a terme expedicions militars a la zona. La primera va ser la Incursió de la caravana de Nejd contra els quraixites, que va tenir lloc l'any 624. Els mequesos liderats per Safwan ibn Umayyah, que vivia del comerç, van marxar a l'estiu cap a Síria per al seu negoci comercial estacional. Després que Mahoma va rebre informació sobre la ruta de la Caravana, Mahoma va ordenar a Zayd ibn Haritha que anés darrere de la Caravana, i van assaltar-la amb èxit i van capturar un botí per valor de 100.000 dírhams.
La Invasió de Nejd va tenir lloc a Rabi' Ath-Thani o Jumada Al-Ula, l'any 4 DH (és a dir, a l'octubre de l'any 625 dC). Mahoma va portar els seus combatents a Nejd per espantar algunes tribus que creia que tenien intencions sospitoses. Alguns estudiosos diuen que l'Expedició de Dhat al-Riqa va tenir lloc a Nejd com a part d'aquesta invasió.
Segons Saifur Rahman al Mubararakpuri, però, la campanya de Dhat Ar-Riqa hauria tingut lloc després de la caiguda de Khaibar (i no com a part de la invasió de Nejd). Això està sostingut pel fet que Abu Hurairah i Abu Musa Al-Ash'ari van ser testimonis de la batalla. Abu Hurairah va abraçar l'islam només uns dies abans de Khaibar, i Abu Musa Al-Ash'ari va tornar d'Abissínia (Etiòpia) i es va unir a Mahoma a Khaibar. Les regles relacionades amb l'oració de la por, que Mahoma va observar a la campanya de Dhat Ar-Riqa', es van revelar a la invasió d'Asfan i diuen aquests estudiosos, van tenir lloc després d'Al-Khandaq (la batalla del Fossat).
L'Expedició de Qatan també va tenir lloc a Nejd. La tribu Banu Asad ibn Khuzaymah (que no s'ha de confondre amb la tribu Banu Asad) era una poderosa tribu connectada amb els Quraysh. Residien prop del turó de Katan, als voltants de Fayd, a Nejd. Mahoma va rebre informes d'intel·ligència que estaven planejant una incursió a Medina, així que va enviar una força de 150 homes sota el lideratge d'Abu Salama 'Abd Allah ibn 'Abd al-Asad per fer un atac sobtat contra aquesta tribu.

### Guerres de la Ridda
A la mort de Mahoma el 632 van esclatar una sèrie de campanyes militars musulmanes per sufocar la rebel·lió d'algunes tribus àrabs contra el califa Abu-Bakr as-Siddiq, que van tenir lloc entre aquell any i 633.

#### Després de les guerres de la Ridda
Els seguidors de Mahoma van expandir ràpidament el territori sota el domini musulmà més enllà d'Aràbia, conquerint grans extensions de territori des de la península Ibèrica a l'oest fins a l'actual Pakistan a l'est en qüestió de dècades. La major part de les tribus que van ajudar a l'expansió del califat a Pèrsia i al Llevant estaven compostes per tribus najdi com els Banu Tamim. L'ús per part del califat d'aquestes tribus abans rebels va permetre a Abu Bakr i Umar desplegar ràpidament homes endurits per la batalla i generals experimentats com Al-Qa'qa' ibn Amr al-Tamimi a les primeres línies contra els perses i els romans d'Orient.
Najd aviat es va convertir en una regió políticament perifèrica del món musulmà a mesura que el focus es va traslladar a les terres conquerides més desenvolupades. Les tribus conquistadores de Najd aviat es van traslladar al Llevant, Pèrsia i el nord d'Àfrica, jugant un paper en futurs conflictes al califat, convertint-se en governadors i fins i tot naixent emirats com els Aglàbides.

### Unificació d'Aràbia Saudí
Al Nadj va ser on va aparèixer el wahhabisme, a mitjan segle xviii. El fundador d'aquesta branca de l'islam, Muhàmmad ibn Abd-al-Wahhab, es va aliar amb Muhàmmad ibn Saüd, que va prendre el domini de la regió. Abd-al-Aziz ibn Saüd la va arrabassar a l'administració otomana entre 1899 i 1912. Des d'allí, organitzats en sultanats independents, els saudites es van llançar a la conquesta d'altres regions d'Aràbia i especialment del Hijaz, que van annexionar el 1924. El 1932 a tots els territoris conquerits per la casa de Saüd a partir del seu feu original del Najd se'ls va donar el nom de Regne de l'Aràbia Saudita.

## Geografia

### Límits

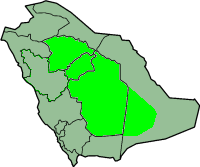
Najd superposat a les divisions polítiques modernes de l'Aràbia Saudita

La paraula àrab najd significa literalment «terra alta» i una vegada es va aplicar a diverses regions de la península aràbiga. No obstant això, la més famosa d'aquestes en els últims temps va ser la regió central de la Península aproximadament limitada a l'oest per les muntanyes del Hijaz i el Iemen i a l'est amb la regió històrica de l'Aràbia oriental i al nord amb l'Iraq i Síria.
Els geògrafs musulmans medievals van dedicar una gran quantitat de temps a debatre els límits exactes entre Hijaz i Najd en particular, però generalment van establir els límits occidentals de Najd allà on les serralades occidentals i els llits de lava van començar a inclinar-se cap a l'est, i van establir els límits orientals de Najd a l'estreta franja de dunes de sorra vermella coneguda com Al-Dahna, uns 100 km a l'est de l'actual Riad. La frontera sud de Najd sempre s'ha situat al gran mar de dunes de sorra conegut avui com Rub al-Khali (el barri buit), mentre que els límits sud-oest estan marcats per les valls de Wadi Ranyah, Wadi Bisha i Wadi Tathlith.
Els límits del nord de Najd han fluctuat molt al llarg del temps i han rebut molta menys atenció per part dels geògrafs medievals. Als primers segles islàmics, es considerava que Najd s'estenia tan al nord com el riu Eufrates, o més concretament, les «Muralles de Còsroes II», construïdes per l'Imperi Sassànida com a barrera entre l'Aràbia i l'Iraq immediatament abans de l'adveniment de l'islam. L'ús modern del terme abasta la regió d'Al-Yamama, que històricament no sempre es va considerar part de Najd, i es va incorporar a la definició més àmplia de Nejd en els darrers segles.

### Topografia
Najd és un altiplà que oscil·la entre 762 a 1525 m d'altitud i amb pendent cap avall d'oest a est. Les seccions orientals (històricament més conegudes com Al-Yamama) estan marcades per assentaments oasis amb moltes activitats agrícoles i comercials, mentre que la resta ha estat tradicionalment poc ocupada per beduïns nòmades. Les principals característiques topogràfiques inclouen les muntanyes bessones d'Aja i Salma al nord prop de Hail, les terres altes de Jabal Shammar i la serralada de Tuwayk que recorre el seu centre de nord a sud. També són importants els diversos llits secs dels rius (uadi) com el Wadi Hanifa prop de Riad, el Wadi Na'am al sud, el Wadi Al-Rumah a la Regió d'Al-Qàssim al nord i el Wadi ad-Dawasir a l'extrem sud. de Najd a la frontera amb Najran. La majoria dels pobles i assentaments najdi es troben al llarg d'aquests uadis, a causa de la capacitat d'aquests uadis de preservar l'aigua de pluja preciosa en el clima àrid del desert, mentre que altres es troben a prop dels oasis.
Històricament, el mateix Najd s'ha dividit en petites províncies formades per constel·lacions de petites ciutats, pobles i assentaments, cadascuna normalment centrada en una «capital». Aquestes subdivisions encara són reconegudes pels najdis avui dia, ja que cada província conserva la seva pròpia variació del dialecte najdi i els costums najdi. Les més destacades d'aquestes províncies són Al-'Aridh, que inclou Riad i la històrica capital saudita d'Al-Diriyya; Al-Qassim, amb la seva capital a Burayda; Sudair, centrat en Al Majma'ah; Al-Washm, centrat a Shaqraa; i Jebel Shammar, amb la seva capital, Ha'il. Sota l'Aràbia Saudita actual, però, Najd es divideix en tres regions administratives: Hail, Al-Qassim i Riad, que comprenen una àrea combinada de 554.000 km².

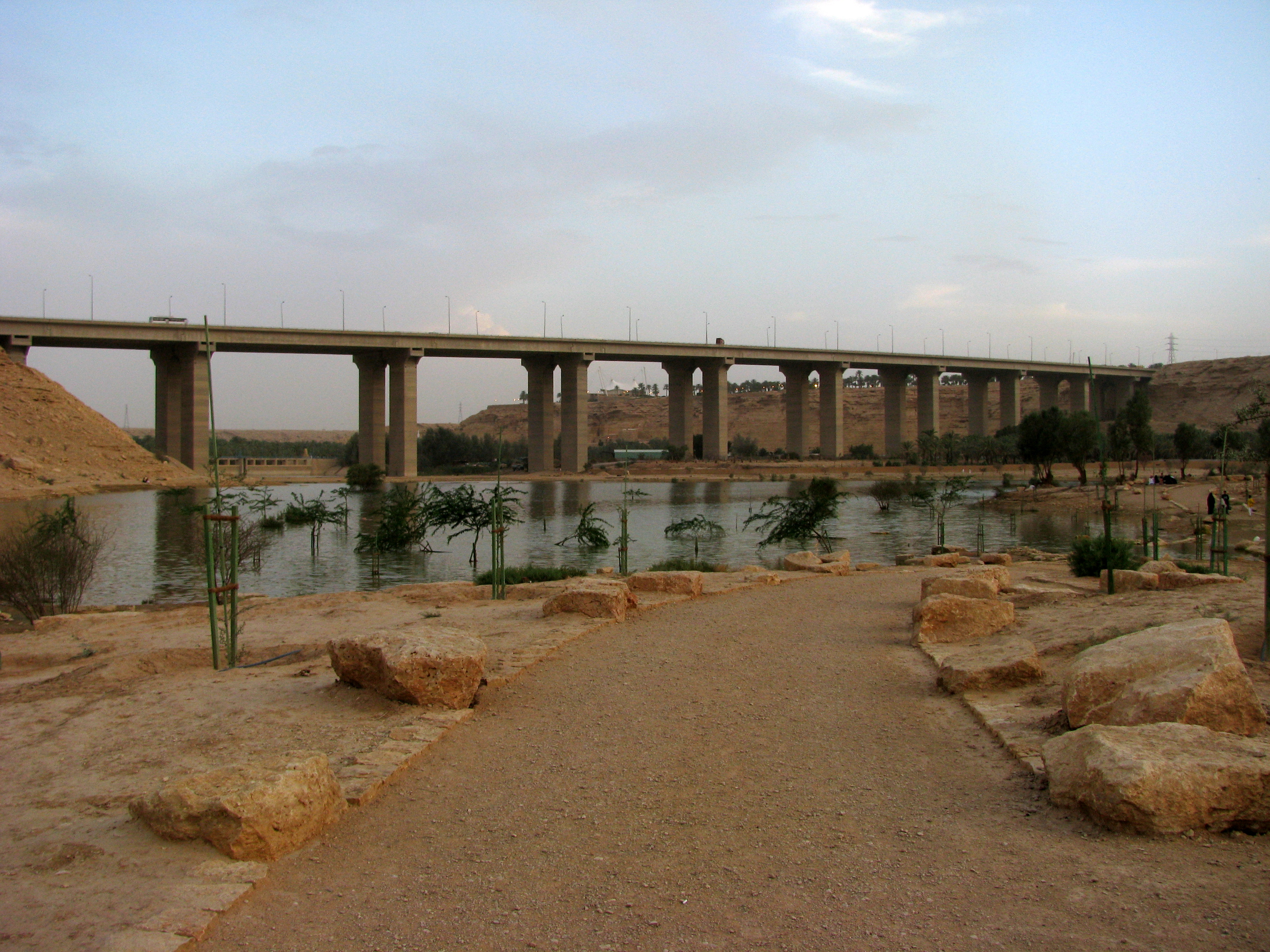
Llac al Wadi Hanifa que travessa Riad
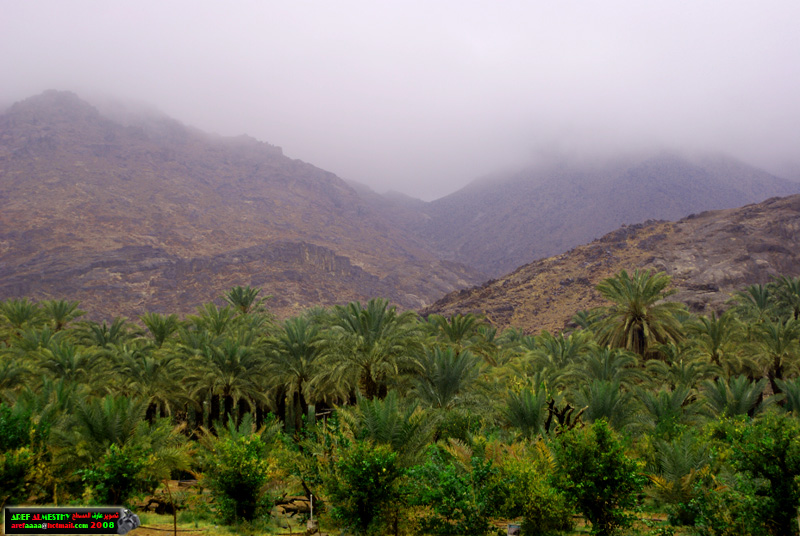
La zona d'Uqdah als afores de Hail
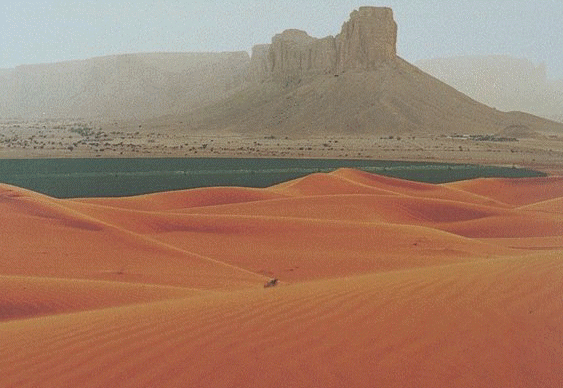
El desert An Nafud als afores de Riad amb el Jabal Tuwaiq al fons

Riad és la ciutat més gran de Najd, així com la ciutat més gran del conjunt del país, amb una població de més de 7.676.654 el 2018. Altres ciutats inclouen Hail (936.465 el 2021), Burayda (745.353 el 2021), Unayza (163.729 el 2010) i Ar Rass (133.000 el 2010). Les ciutats i pobles més petits inclouen Sudair, Al-Kharj, Dawadmi, 'Afif, Al-Zilfi, Al Majma'ah, Shaqraa, Tharmada'a, Dhurma, Al-Gway'iyyah, Al-Hareeq, Hotat Bani Tamim, Layla, Sulayyil i Wadi ad-Dawasir, l'assentament més al sud de Najd.

## Població

### Grups socials i ètnics
Abans de la formació del modern Regne de l'Aràbia Saudita, la població nativa estava formada en gran part per tribus àrabs, que eren nòmades (beduïns), que eren una minoria d'habitants, o formaven part de la classe majoritària de grangers i comerciants sedentaris que vivia en pobles i ciutats repartides per l'Aràbia central. La resta de la població estava formada principalment per àrabs que, per diverses raons, no estaven afiliats a cap tribu, i que vivien majoritàriament a les ciutats i pobles de Najd treballant en diferents oficis com la fusteria o com a Sonnaa' (artesans). També hi havia un petit segment de la població format per esclaus i lliberts africans, així com per alguns esclaus i lliberts d'Europa oriental i sud-oriental.
La majoria de les tribus Najdi són d'origen adnanita i van emigrar de Tihama i Hijaz a Najd en l'antiguitat. Les tribus Najdi més famoses a l'època preislàmica van ser els Banu Hanifa, que ocupaven l'àrea al voltant de l'actual Riad, els Banu Tamim, que ocupaven zones més al nord, la tribu dels Banu Abs que es va centrar a Al-Qassim, la tribu dels Tayyi, centrat en l'actual Ha'il, i la tribu de Banu Àmir al sud de Najd.
Entre els segles XV i XVIII, hi va haver una considerable afluència tribal des de l'oest, augmentant tant la població nòmada com assentada de la zona i proporcionant un sòl fèrtil per al wahhabisme. Al segle xx, moltes de les tribus antigues s'havien transformat en noves confederacions o emigrat d'altres zones de l'Orient Mitjà, i moltes tribus d'altres regions de la península s'havien traslladat a Najd. No obstant això, la major proporció de najdis nadius avui encara pertany a aquestes antigues tribus najdi o a les seves encarnacions més recents.
Moltes de les tribus najdi, fins i tot en l'antiguitat, no eren nòmades ni beduïns, sinó agricultors i comerciants molt ben establerts. La família reial de l'Aràbia Saudita, Al Saüd, per exemple, traça el seu llinatge fins a Banu Hanifa. A la vigília de la formació de l'Aràbia Saudita, les principals tribus nòmades de Najd incloïen Dawasir, Mutayr, Utayba, Shammar (històricament conegut com Tayy) Subay', Suhool, Harb i els Qahtanites al sud de Najd. A més d'aquestes tribus, bona part de la població sedentària pertanyia a Anizzah, Banu Tamim, Banu Hanifa, Banu Khalid i Banu Zayd.
La majoria de les tribus nòmades minoritàries ara s'assenten a ciutats com Riad o en assentaments especials, coneguts com a hígires, que es van establir a principis del segle XX com a part d'una política a tot el país duta a terme pel rei Abdul-Aziz de posar fi a la vida nòmada. Els nòmades encara existeixen al Regne, però, en un nombre molt reduït, molt lluny dels dies en què eren la majoria de la població de la península aràbiga.
Des de la formació de l'Aràbia Saudita moderna, Najd, i particularment Riad, ha vist una afluència d'immigrants de totes les regions del país i de pràcticament totes les classes socials. La població nativa de Najdi també s'ha traslladat en gran manera de les seves ciutats i pobles nadius a la capital, Riad. Tanmateix, la majoria d'aquests pobles encara conserven un petit nombre dels seus habitants nadius.
Al voltant d'una quarta part de la població de Najd, inclosa aproximadament un terç de la població de Riad, són expatriats no saudites, tant professionals qualificats com treballadors no qualificats. L'esclavitud va ser abolida a l'Aràbia Saudita pel rei Faisal el 1962. Alguns d'aquests esclaus alliberats van optar per continuar treballant per als seus antics propietaris d'esclaus, especialment aquells els antics propietaris dels quals eren membres de la família reial.
A diferència del Hijaz i Tihama, Najd és remot i es va mantenir fora del regnat d'importants Imperis islàmics com els abbàssides i l'Imperi otomà. Aquest fet va donar forma en gran manera a la seva dissimilaritat actual amb Hijaz.

### Religió
La regió es coneix tradicionalment com un bastió hanbali, i després del segle xviii es va fer coneguda per la seva interpretació estricta de l'islam i es considera generalment un bastió del conservadorisme religiós. El fundador de la interpretació de l'islam sunnita anomenada wahhabisme; Ibn Abd-al-Wahhab, va néixer a 'Uyayna, un poble del Najd.
La majoria de la gent de la regió es considera musulmans salafistes. El nom deriva d'advocar per un retorn a les tradicions dels «avantpassats» (salaf), les tres primeres generacions de musulmans que es diu que coneixien la forma pura i pura de l'islam. Aquestes generacions inclouen el profeta islàmic Mahoma i els seus companys (el Sahabah), els seus successors (el Tabi'un) i els successors dels successors (el Taba al-Tabi'in). Pràcticament, els salafistes sostenen que els musulmans haurien de confiar en l'Alcorà, la Sunna i el 'Ijma (consens) del salaf, donant-los prioritat sobre els ensenyaments hermenèutics islàmics posteriors.

### Llenguatge
La gent de Najd ha parlat àrab, d'una forma o una altra, durant pràcticament tota la història registrada. Com en altres regions de la Península, hi ha una divergència entre el dialecte dels beduins nòmades i el dialecte dels habitants sedentaris. La variació, però, és molt menys pronunciada a Najd que en altres llocs del país, i el dialecte sedentari najdi sembla descendent del dialecte beduí, de la mateixa manera que molts najdis sedentaris són descendents dels mateixos beduins nòmades. El dialecte Najdi és considerat per alguns com el menys influït per l'estranger de tots els dialectes àrabs moderns, a causa de la ubicació aïllada i el clima dur de l'altiplà de Najdi, així com l'absència aparent de qualsevol substrat d'una llengua anterior. De fet, ni tan sols l'antiga llengua sud-àrab sembla que s'hagués parlat àmpliament a Najd en l'antiguitat, a diferència del sud de l'Aràbia Saudita, per exemple.
Dins del mateix Najd, les diferents regions i ciutats tenen els seus propis accents i subdialectes distintius. No obstant això, aquests s'han fusionat en gran manera en els darrers temps i han estat molt influenciats pels dialectes àrabs d'altres regions i països. Aquest és especialment el cas a Riad.

## Ciutats principals
Riad és la ciutat més gran de Najd, així com la ciutat més gran del conjunt del país, amb una població de més de 7.676.654 des del 2018. Altres ciutats inclouen Ḥail (936.465 el 2021), Burayda (745.353 el 2021), Unayza (163.729 el 2010) i Ar Rass (133.000 el 2010). Ciutats i pobles més petits inclouen Sudair, Al-Kharj, Dawadmi, 'Afif, Al-Zilfi, Al Majma'ah, Shaqraa, Tharmada'a, Dhurma, Al-Gway'iyyah, Al-Hareeq, Hotat Bani Tamim, Layla, As Sulayyil i Wadi ad-Dawasir, l'assentament més al sud de Najd.